# Arrokoth
(486958) 2014 MU69, først kaldt Ultima Thule af holdet bag rumsonden New Horizons, men efterfølgende navngivet Arrokoth er et
transneptunsk objekt i Kuiper-bæltet, som ligger i Solsystemets yderste egn.
Objektet blev opdaget den 26. juni 2014 af astronomer, som benyttede Hubble Space Telescope.
Arrokoth er et klassisk objekt fra Kuiper-bæltet bestående af to sammenklæbede objekter med diametre på henholdsvis19 og 14 kilometer, en kontaktbinær isdværg. De to objekter blev oprindeligt opfattet som værende kugleformede, men efterfølgende data har vist, at objekterne er langt med flade (skiveformede) end oprindeligt antaget.
Efter at rumsonden New Horizons den 22. juli 2015 fløj forbi dværgplaneten Pluto, blev (486958) 2014 MU69 valgt som sondens næste mål.
I oktober og november 2015 blev der gennemført fire kurskorrektioner, og herefter var sonden på ret kurs mod 2014 MU69.
Forbiflyvningen fandt sted 1. januar 2019, og (486958) 2014 MU69 blev da det fjerneste objekt i Solsystemet, som er blevet besøgt af en rumsonde.. Aftanden til Solen var på dette tidspunkt ca. 6,5 milliarder kilometer.
Den 13. marts 2018 annoncerede NASA, at man havde givet (486958) 2014 MU69 kælenavnet Ultima Thule. Beslutningen blev truffet på baggrund af en offentlig afstemning. Ultima Thule, eller kort Ultima, fungerer som et kort uofficielt navn for objektet indtil forskerholdet foreslår et officielt navn til godkendelse af
IAU.
Forskerholdet bag New Horizons har besluttet ikke at igangsætte navngivningsprocessen før efter forbiflyvningen, fordi man vil vide mere om egenskaberne af 2014 MU69 før et passende navn kan vælges.

## Historie

### Opdagelse
(486958) 2014 MU69 blev opdaget den 26. juni 2014 med Hubble-rumteleskopet som følge af en eftersøgning af objekter i Kuiperbæltet,
som rumsonden New Horizons ville kunne flyve tæt forbi. Det var nødvendigt at anvende Hubble-rumteleskopet,
fordi man ikke med jordbaserede kikkerter havde været i stand til at finde et objekt i Kuiper-bæltet, som lå i det område af rummet, som New Horizons gennemløb.
Da den tilsyneladende størrelsesklasse af (486958) 2014 MU69 ligger nær 27, ville den kun kunne ses med de allerstørste kikkerter.
Endvidere er Hubble-rumteleskopet i stand til at udføre meget nøjagtig astrometri, hvilket er nødvendigt for at kunne foretage en pålidelig banebestemmelse.

### Betegnelser
Da (486958) 2014 MU69 blev observeret første gang, blev det betegnet 1110113Y.
Den 15. oktober 2014 meddelte NASA, at 2014 MU69 var blevet valgt som et muligt mål for New Horizons og den blev uofficielt betegnet "Potential Target 1",
eller PT1. Dets officielle navn, 2014 MU69, der viser, at det drejer sig om det 1745. objekt opdaget i den anden halvdel af juni 2014,
blev tildelt af Minor Planets Center (MPC) i marts 2015, da der nu forelå tilstrækkelige data om objektets bane.
Den 12 marts 2017 fik objektet tildelt et permanent småplanetnummer, nemlig (486958).
Objektet vil først få et egennavn efter forbiflyvningen 1. januar 2019, hvor man kender mere til dets egenskaber.
I mellemtiden har NASA inviteret offentligheden til at foreslå et øgenavn.
Den 13. marts 2018 annoncerede NASA, at (486958) 2014 MU69 fik tildelt øgenavnet Ultima Thule, opkaldt efter et fjernt sted beliggende uden for den kendte verdens grænser.
Der deltog 115.000 personer fra hele verden i navngivningskampagnen; de foreslog omkring 34.000 navne. Af disse blev 37 sendt til afstemning og Ultima Thule endte med at blive valgt.

## Egenskaber
På baggrund af lysstyrken af og afstanden til 2014 MU69 anslog man i 2014, at objektets diameter var 30 - 45 km.
Observationer fra 2017 viste, at den ikke er mere end 30 km lang og meget langstrakt. Det drejer sig muligvis om to objekter, der kredser tæt omkring hinanden (en binær asteroide) eller er i berøring med hinanden (en kontaktbinær asteroide).
En okkultation af en anonym stjerne den 17. juli 2017 afslørede en form med to ører, hvis diametre er henholdsvis 20 og 18 km. Det betyder, at 2014 MU69 er et dobbeltobjekt dannet i Kuiper-bæltet i Solsystemets tidlige fase.
Omløbstiden omkring Solen ligger på lidt mere end 295 år, og i sammenligning med andre objekter i Kuiper-bæltet har banen både en lille inklination og en lille ekscentricitet.
Man har derfor at gøre med et klassisk, koldt Kuiper-bælte-objekt, som næppe har været udsat for perturbationer af betydning.
Observationer fra maj og juli 2015 samt fra juli og oktober 2016 forbedrede i høj grad nøjagtigheden af banen for objektet.
Opdaterede baneelementer er tilgængelige i MPCs database.
(486958) 2014 MU69 har et rødt spektrum og er det mindste Kuiper-bælte-objekt, hvis farve man har kunnet måle.
I tiden mellem den 25. juni og 4. juli 2017 anvendte Hubble-rumteleskopet 24 baneomløb til observationer af 2014 MU69 i et forsøg på
dels at måle dens rotationstid, dels at forbedre nøjagtigheden i banebestemmelse.
Målingerne viser, at lysstyrken af 2014 MU69 varierer med mindre end 20 % medens den roterer.
Dette begrænser akseforholdet af 2014 MU69 til mindre end 1,14, hvis man antager, at man ser ind på objektets ækvator.
Sammenholder man denne kendsgerning med den uregelmæssige form,
 må konklusionen være, at vi ser ind mod en af polerne.
Man behøver derfor ikke at tilrettelægge indflyvningen af New Horizons, så man ved passagen ser ind på objektets store akse,
hvilket forenkler indflyvningen betydeligt. Det lille udsving i lysstyrken betyder, at det hidtil har været vanskeligt at bestemme rotationstiden.
Man har kunnet udelukke tilstedeværelsen af fjerne måner omkring 2014 MU69, som har en tilsyneladende størrelsesklasse på mindre end 29.

## Okkultation af stjerner
I juni og juli 2017 okkulterede 2014 MU69 tre anonyme baggrundsstjerner.
Holdet bag New Horizons nedsatte en særlig gruppe, "KBO Chasers", til at observere disse stjerneokkultationer fra Sydamerika, Afrika og Stillehavet.
Den 3. juni 2017 forsøgte to hold NASA-astronomer at påvise skyggen af 2014 MU69 fra Argentina og Sydafrika.
Da ingen af kikkerterne registrerede nogen skygge fra objektet, blev dette først fortolket som, at 2014 MU69 ikke var så stor og mørk, som oprindeligt antaget, at den havde en høj albedo eller måske bestod af en sværm af partikler.
Men yderligere positionsmålinger foretaget med Hubble-teleskopet i juni og juli viste, at kikkerterne var blevet opstillet på forkerte positioner, og at sådanne spekulationer ikke havde noget på sig.
Den 10. juli 2017 lykkedes det at anbringe det flybårne teleskop SOFIA tæt på centrallinjen for den anden okkultation.
Det skete under en flyvning over Stillehavet fra Christchurch, New Zealand. Hovedformålet med disse observationer var at søge efter ringe eller støv nær ved (486958) 2014 MU69, som ville kunne udgøre en fare for New Horizons under den kommende forbiflyvning. En analyse af de indsamlede data viste, at SOFIA faktisk havde observeret et kortvarigt dyk i lyset fra stjernen.
Disse data vil også kunne bruges til at sætte en grænse for mængden af støv nær 2014 MU69.
Den 17. juli 2017 blev også Hubble-rumteleskopet brugt til at undersøge området omkring (486958) 2014 MU69 i afstande op til 75000 km
(den såkaldte Hill-sfære) for eventuelle ringe og klipperester.
Til den tredje og sidste okkultation opsatte holdet 24 små mobile kikkerter langs det forudsagte skyggespor på jordoverfladen i det sydlige Argentina (Provinserne Chubut and Santa Cruz) for at bestemme endnu bedre grænser på størrelsen af (486958) 2014 MU69.
Den gennemsnitlige afstand mellem disse kikkerter var kun 4,5 km.
Takket være data fra Hubble var positionen af (486958) 2014 MU69 kendt med meget større nøjagtighed end ved okkultationen den 3. juni,
og ved denne lejlighed blev skyggen af (486958) 2014 MU69 registreret fra mindst fem af de mobile kikkerter.
I kombination med data fra SOFIA giver dette nyttige grænser for mængden af klipperester i omegnen af (486958) 2014 MU69.
Resultater fra okkultationen den 17. juli 2018 viser, at (486958) 2014 MU69 har en meget uregelmæssig form (en "ekstrem prolat sfæroide"),
eller måske er en binær asteroide, eventuelt med kontakt mellem komponenterne.
At dømme efter antallet og varigheden af de målte korder har (486958) 2014 MU69 to "ører" med diametre på henholdsvis 20 km og 18 km.
En foreløbig analyse af de indsamlede data lod formode, at (486958) 2014 MU69 kunne være ledsaget af en lille måne.
Men det blev senere afsløret, at der var en programmeringsfejl i den software, som blev anvendt til databehandlingen. Det korte dyk iagttaget den 10. juli tilskrives nu en udragende del af det ujævnt formede himmellegeme.
I 2018 var der to potentielt brugbare okkultationer ved (486958) 2014 MU69, en den 16. juli og en anden den 4. august. Ingen af disse var dog så fordelagtige som de tre begivenheder fra 2017.
Der blev ikke gjort forsøg på at iagttage okkultationen den 16. juli 2018, da den forløb over Det sydlige Atlanterhav og Det indiske Ocean. Okkultationen den 4. august 2018 blev forsøgt observeret af to grupper på i alt 50 personer, den ene fra en position i Senegal, den anden fra et sted i Colombia.
Begivenheden samlede en del opmærksomhed i Senegal, hvor den blev anvendt som en lejlighed til formidling af videnskab.
På trods af dårligt vejr på nogle af observationsstederne lykkedes det at registrere begivenheden, jfr. rapport fra New Horizons-holdet.
Den 6. september 2018 kunne NASA bekræfte, at mindst én observator havde registreret et dyk i stjernens lysstyrke, hvilket gav vigtig information om størrelse og form af 2014 MU69.
Også Hubble-rumteleskopet støttede okkultationskampagnen ved at observere den 4. august.
Det var ikke muligt at anbringe Hubble inden for det smalle observationsspor, men rumteleskopet stod så gunstigt på formørkelsestidspunktet, at det var i stand til at undersøge et område ned til en afstand af 1600 km fra 2014 MU69. Man kom dermed meget tættere på end de 20.000 km, som gjaldt for okkultationen den 17. juli 2017. Hubble registrerede ingen
forandringer i stjernens lysstyrke, hvilket udelukker optisk tykke ringe eller klipperester inden for 6000 km fra Ultima Thule.
Resultater af okkultationsmålingerne i 2017 og 2018 blev fremlagt på det 50. møde af AAS Division for Planetary Sciences den 26. oktober 2018.

## Udforskning medNew Horizons
Efter forbiflyvningen af Pluto, blev New Horizons sporet ind på en passage forbi (486958) 2014 MU69. Den mindste afstand indtræffer den 1. januar 2019 klokken 12:33 (EST). Rumsonden vil da befinde sig i af afstand 43,4 au fra Solen i retning af stjernebilledet Sagittarius. I denne afstand vil det tage et radiosignal 6 timer om at nå fra Jorden til New Horizons.
Det første billede af målet fra New Horizons blev taget den 16. august 2018, altså mere end fire måneder før passagen. Hvis der opdages forhindringer forude, har rumsonden frem til midten af december 2018 mulighed for at gennemføre mødet i en større afstand. Afstanden var da 172 millioner km og den tilsyneladende størrelsesklasse af 2014 MU69 var 20.
I midten af november forventes dens størrelsesklasse at være 18 og midt i december 15.
Den når størrelsesklasse 6 kun 3-4 timer før passagen; den ville da blive synlig med det blotte øje for en tænkt iagttager på rumsonden.
(486958) 2014 MU69 er det første himmellegeme, som er blevet udvalgt til et besøg efter at det besøgende rumfartøj blev opsendt. New Horizons vil planmæssigt komme inden for en afstand af 3.500 km af (486958) 2014 MU69, hvilket er tre gange nærmere end ved rumsondens tidligere rendezvous med Pluto. Man forventer billeder med en opløsning helt nede på 30 - 70 m.
De videnskabelige mål med forbiflyvningen omfatter undersøgelse af de geologiske og morfologiske egenskaber hos (486958) 2014 MU69 samt bestemmelse af overfladens kemiske sammensætning, herunder eftersøgning af iser af ammoniak, kulmonoxid, metan og vand. Man vil ligeledes undersøge omgivelserne for eventuelle småmåner, koma samt ringe.

## Billedgalleri
- Banen af New Horizons samt banerne for Pluto og 2014 MU69.
- De fem opdagelsesbilleder af 2014 MU69 vist successivt.
- Animation af banen af New Horizons fra starten på Jorden til forbiflyvningen af 2014 MU69
- 2014 MU69 blokkerede kortvarigt lyset fra en anonym stjerne, der ses imidten. Denne okkultation fandt sted den 17. juli 2017.

- 2014 MU69 opfattet som et binært objekt
(fotorealistisk illustration; 4. august 2017).[61]
- Sammenligning af størrelserne af 2014 MU69 og kernen af komet Tjuryumov–Gerasimenko. Fotorealistisk illustration baseret på data fra okkultation af stjerner.

## Eksterne links
- "Pluto probe gets new assignment", Amanda Barnett, CNN, 28. august 2015